# Верцино
Вердзи́но, Верцино (итал. Verzino) — коммуна в Италии, располагается в регионе Калабрия, подчиняется административному центру Кротоне.
Население составляет 2373 человека, плотность населения составляет 53 чел./км². Занимает площадь 45 км². Почтовый индекс — 88819. Телефонный код — 0962.
Покровителями коммуны почитаются священномученик Власий Севастийский (San Biagio) и святой Вит, празднование 2 и 3 августа.